# Eunymphicus cornutus
Il parrocchetto cornuto (Eunymphicus cornutus ) è un uccello della famiglia degli Psittaculidi, endemico della Nuova Caledonia.